# Chris Burke (Fußballspieler)
Christopher Burke (* 2. Dezember 1983 in Glasgow, Schottland) ist ein schottischer Fußballspieler. Er stand zuletzt beim FC Kilmarnock in der Scottish Championship unter Vertrag.

## Karriere
Burke kommt aus der Jugend der Glasgow Rangers, zuvor hatte er jedoch beim Celtic Boys Club gespielt, einem Jugendverein aus Glasgow, der bekannte Spieler wie Roy Aitken, Tom Boyd oder Paul McStay hervorgebracht hatte. In der Saison 2001/02 gab der Schotte im Ligaspiel gegen FC Kilmarnock sein Debüt für die Rangers, im gleichen Spiel traf er auch zum ersten Mal. Seitdem war Burke fester Bestandteil der Stammelf der Rangers und nahm auch an deren Champions League Saison 2004 teil. Die Glasgow Rangers scheiterten allerdings in der Gruppe E als Gruppenletzter.
2007 verlängerte Burke seinen Vertrag um zwei Jahre bis 2009. Nachdem er in der Saison 2008/09 lediglich in zwei Ligaspielen zum Einsatz gekommen war, wechselte er im Januar 2009 zu Cardiff City in die Football League Championship. In der Saison 2009/10 absolvierte Burke 44 Ligaspiele und erzielte dabei neun Tore. Cardiff City beendete die Spielzeit auf dem vierten Tabellenplatz, scheiterte jedoch nach einem Erfolg über Leicester City im Play-off-Finale in Wembley mit 2:3 am FC Blackpool. Damit verfehlte Chris Burke den Aufstieg in die Premier League denkbar knapp.
Am 29. Juli 2014 wechselte Burke zu Nottingham Forest und unterzeichnete einen Zweijahresvertrag. Im Januar 2016 wurde Burke für die restliche Saison 2015/16 an Rotherham United verliehen. Danach wechselte er zu Ross County und zum FC Kilmarnock.

### Nationalmannschaft
Burke spielte bislang zweimal für die schottische Fußballnationalmannschaft. Am 11. Mai 2006 schoss Burke beim Kirin Cup gegen Bulgarien zwei Tore, das 4:1 sowie das 5:1.

## Erfolge
- Schottischer Meister: 2004/05
- Scottish League Cup: 2007/08